# Ulises Heureaux
Ulises Hilarión Heureaux Leibert (San Felipe de Puerto Plata, 21 ottobre 1845 – Moca, 26 luglio 1899) è stato un politico dominicano.
È stato per tre periodi il Presidente della Repubblica Dominicana. In particolare è rimasto in carica dal settembre 1882 al settembre 1884, dal gennaio 1887 al febbraio 1889 e dall'aprile 1889 fino al luglio 1899, quando è stato assassinato.